# 云南柳穿鱼
云南柳穿鱼（学名：Linaria yunnanensis）为玄参科柳穿鱼属下的一个种。其种加词 yunnanensis 意为“云南的”。